# Eoparargyractis irroratalis
Eoparargyractis irroratalis là một loài bướm đêm trong họ Crambidae.